# August Carl
August Carl (* 4. Oktober 1800 in Bergen; † 9. Dezember 1831 in Kassel) war ein deutscher Jurist und Politiker.

## Leben
Als Sohn eines Hof- und Leibdrehers geboren, studierte Carl Rechtswissenschaften in Marburg. Während seines Studiums wurde er 1819 Mitglied der Alten Marburger Burschenschaft Germania. Nach seinem Studium wurde er Obergerichtsanwalt in Hanau und 1823 Sekretär des Medizinalvereins der Provinz Hanau. 1831 wurde er Mitglied der Kurhessischen Ständeversammlung als Vertreter der Standesherrschaft des Grafen von Ysenburg-Wächtersbach. Er starb noch im selben Jahr im Anschluss an eine Landtagssitzung.